# 泥蚶

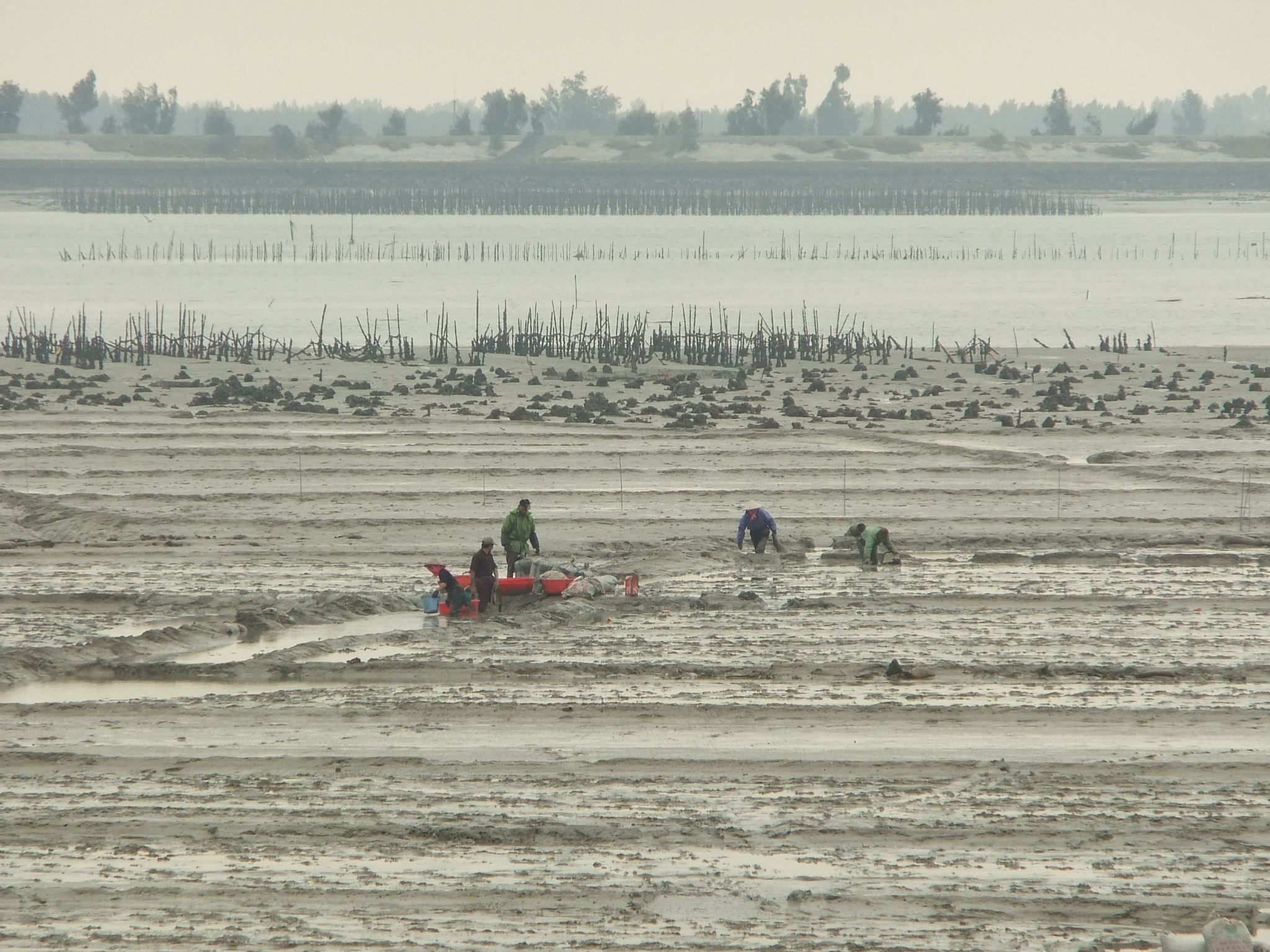
泥蚶是福建省南安市安海湾滩涂养殖的主要蚶类品种

泥蚶（學名：Tegillarca granosa），俗称血蚶、银蚶、花蚶、粒蚶、血螺、瓦垄哈、螄蚶等，是蚶目蚶科泥蚶屬的海洋双壳纲软体动物。

## 外形
- 泥蚶有大小相等的两壳，通常为3－6厘米长，外壳极坚硬，壳面白色，有褐色薄皮，外形呈膨胀状卵圆形，生长线明显。
- 贝壳表面放射肋发达，共约20条，肋上具有明显颗粒状结节，呈瓦垄形。壳表边缘亦有与壳面放射肋相对应的深沟，排列成整齐纵纹。
- 壳背部两端略呈钝角，壳顶突出，尖端向内卷曲，位置偏于前方。内壳的表面灰白色，无珠母层。
- 前后闭壳肌发达，铰合齿细密呈片状列成一排。角质韧带较宽，前闭壳肌痕小，呈三角形，后闭壳肌痕大，呈四方形。
- 泥蚶的血液中富含血红素，故蚶肉呈鲜红色，边沿有一条似金丝的色线，足宽大，常具足丝。

## 产地
- 泥蚶属于热带及温带生物，可适应水温0－35℃，广泛生长于印度洋和西太平洋，主产自东南亚沿海国家。
- 泥蚶喜栖息在风浪较小，潮流畅通，有淡水注入的海口内湾或河口潮间带的软泥滩涂上，多埋居在中低潮区交界处，以硅藻类和有机碎屑为食。
- 泥蚶在中国属传统的滩涂养殖贝类，南北沿海各地均有分布，浙江、福建、广东、山东沿岸都有人工养殖。
- 台灣沿岸也有人養殖。

## 历史
中国关于泥蚶养殖业的文献最早见于五百年前的明代。
《闽中海错疏》记载：“四明蚶有二种：一种人家水田中种而生者，一种海涂中不种而生者，曰野蚶 …… 石马、蒲岐、朴头一带多取蚶苗养于海廛，谓之蚶田。”（四明指浙江宁波，石马、蒲岐、朴头一带为温州乐清湾。）

## 经济价值
- 泥蚶是经济价值较高的海产贝类。含有23%的蛋白质，人体所必需的尼克酸和组氨酸等氨基酸及维生素B12（钴）、铁的含量均很高。
- 泥蚶所含有的特殊成分——牛磺酸和甜菜碱，对酒后的肝脏解毒非常有效。
- 立冬至翌年的清明，尤其是小寒至大寒期间，泥蚶的血量最多，软体部最为肥满。
- 泥蚶可洗净用沸水烫过后生食，蚶血尤为鲜美，或腌渍，或加工制成乾燥品，贝壳亦可入药，具有消血块和化痰积之功效。

## 食用安全
泥蚶不像其他貝類般能安全食用，因為泥蚶的低氧氣的養殖環境會滋生出大量的細菌和病毒，這些病原體會引致甲型肝炎、戊型肝炎、傷寒和痢疾，它們會在泥蚶吸收養份的過程中攝取入泥蚶體內。上海料理經常以快速水煮方式烹調，導致泥蚶體內仍有大量的病原體殘留。

## 文化
血蛤，它味甘性溫，常吃能補血，還可以潤五臟、健胃、清熱化痰、治酸止痛，主治痰熱咳嗽、胸脅疼痛、痰中帶血等。在中國，江浙滬廣東福建沿海一帶常常食用它。
福建沿海一帶於農曆除夕時節會以「涼拌血蚶」（涼拌泥蚶）為歲晚菜。

### 外部連結
- 瓦楞子 中藥材圖像數據庫  (香港浸會大學中醫藥學院) （中文）（英文）
- 瓦楞子 （页面存档备份，存于） 中藥標本數據庫 (香港浸會大學中醫藥學院) （繁體中文）（英文）

## 外部連結
- FAO Profile, including production figures and range （页面存档备份，存于）